# Сан Валентино ин Абруцо Читериоре
Сан Валентѝно ин Абру̀цо Читерио̀ре (на италиански: San Valentino in Abruzzo Citeriore) е село и община в Южна Италия, провинция Пескара, регион Абруцо. Разположено е на 450 m надморска височина. Населението на общината е 1939 души (към 2010 г.).
Това е общината в Италия с най-дългото название, с 30 букви (на латиница).